# بلاكبول

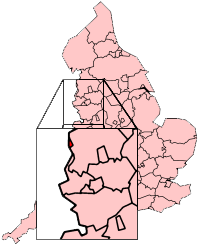

بلاكبول (بالإنجليزية: Blackpool)‏, مدينة إنجليزية تقع في الشمال الغربي. يبلغ عدد سكانها 142,900 نسمة.

## توأمة
لبلاكبول اتفاقيات توأمة مع:
- بوتروب (1980 - )

## أعلام
- جورج وليامز
- مايكل سميث
- روبرت سميث
- غراهام ناش
- غافن مكان
- جينا كولمان
- جيمي أرمفيلد
- تشارلي سبنسر
- ديفيد أشوورث
- ألان براون